# Iglesia de San Salvador (Guetaria)
La iglesia de San Salvador (en euskera: Salbatore Parroki Eliza) en Guetaria (provincia de Guipúzcoa, España) es una construcción de estilo gótico que está declarada Monumento Nacional. Data de al menos el siglo XIV, aunque la mayor parte de ella fue construida entre el siglo XVI y XVIII y tuvo que sufrir numerosas reparaciones durante el siglo XIX a causa de los daños que sufrió en las Guerras Carlistas.
En esta iglesia se celebraron las primeras Juntas Generales de Guipúzcoa en el año 1397.
El templo consta de tres naves, divididas en tres tramos cada una. El presbiterio está elevado. Llaman la atención los diferentes niveles, que obedecen a la disposición del terreno. Un espléndido triforio circunda el templo. Está calado al interior. Las bóvedas son ojivales, muy esbeltas.
Todo el edificio está construido en sillería de arenisca, contando con dos puertas y dos torres. Una de ellas desmochada, la del Norte, conocida como Torre de la Inquisición es la más antigua.
Juan Sebastián Elcano fue probablemente bautizado en esta iglesia.
La torre actual consta de 6 cuerpos. Fue proyectada por Pedro de Alzaga. La construcción comenzó en 1525, terminándose en 1755. Cinco años más tarde la parte alta fue destruida por un rayo.
Bajo el ábside, se encuentra el Pasadizo de Katrapona que comunica el casco viejo de la ciudad con el puerto pesquero.